# Die roten Schuhe (1948)
Die roten Schuhe ist ein britischer Ballettfilm mit Adolf Wohlbrück und Moira Shearer in den Hauptrollen, der unter Leitung des Filmemacher-Duos Michael Powell und Emeric Pressburger entstand. Er rangiert auf Platz 3 der Liste der 100 besten britischen Filme, die das Magazin Empire 2016 veröffentlichte.

## Handlung
Der Film beginnt mit einer Vorstellung des Ballett Lermontov im Royal Opera House, bei der auch die junge Tänzerin Victoria „Vicki“ Page im Publikum anwesend ist und sich beeindruckt zeigt. Im Anschluss an die Vorstellung veranstaltet Vickis Tante eine Party, bei der auch
Boris Lermontov, der eigentlich menschenscheue und perfektionistische Manager des Balletts, anwesend ist. Lermontov lädt sie zu einer Probe bei seinem Ballett ein. Wenig später bekommt Lermontov Besuch durch den jungen Musikstudenten Julian Craster, der sich über seinen Professor empört, der für die Musik bei Lermontovs Vorstellung verantwortlich war: Der Professor habe seine Kompositionen plagiiert. Lermontov lässt Craster am Klavier für sich spielen und glaubt ihm, er engagiert ihn als Korrepetitor und Assistenten für den musikalischen Leiter Livy. Zu den wichtigen Mitgliedern des Balletts gehören außerdem der Bühnenbildner Sergei Ratov, der Choreograph Grischa Ljubov sowie die Haupttänzer Ivan und Irina.
Victoria scheint zunächst nicht aus dem Ensemble herauszuragen, doch Lermontov engagiert sie, als er sie in einer anderen, wenig aufwendigen Produktion von Schwanensee tanzen sieht. Sie darf mit dem Ensemble nach Paris und Monte Carlo reisen. Als die bisherige Haupttänzerin Irina heiratet und damit aus dem Ballett aussteigt, quittiert das Lermontov – der nur für das Ballett lebt – mit Verachtung und Enttäuschung. Auf der Suche nach einem neuen Star erkennt Lermontov Vickis Potenzial und fordert sie auf, die Titelrolle eines neuen Balletts zu spielen: The Red Shoes wurde von Julian komponiert und basiert auf dem gleichnamigen Märchen von Hans Christian Andersen, in dem ein Mädchen durch ihre roten Schuhe nicht mit Tanzen aufhören kann und schließlich stirbt. Vicki und Julian verlieben sich während der Proben zu dem neuen Stück. Die Aufführung wird zum Erfolg, aber Lermontov untersagt die Liaison zwischen der Tänzerin und dem Musiker, da sie sich durch die Liebe nicht mehr auf ihre Kunst konzentrieren würden. Julian weigert sich und verlässt das Ballett, Vicki folgt ihm und heiratet ihn.
Etwa ein Jahr später reist Victoria nach Monte Carlo, wo ihre roten Schuhe, das der wütende Lermontov nach ihrem Ausstieg aus dem Repertoire genommen hatte, zufällig wieder getanzt werden soll. Als sie von Lermontov zur Rückkehr überzeugt wird und sich für die erste Aufführung vorbereitet, taucht Julian Craster auf und verlangt, dass sie das Ballett verlässt und ihm folgt. Vicki ist zerrissen und verzweifelt zwischen der Liebe zu Julian und der Liebe zum Ballett. Sie zieht die roten Schuhe an, die sie scheinbar magisch wie von selbst bewegen und sie in Richtung Julian ziehen – schließlich stürzt sie sich von einem Balkon vor einen Zug, was Julian am Bahnhof beobachten muss. Er eilt herbei und sie stirbt in seinen Armen. Mit ihren letzten Worten bitte sie Julian, ihr die roten Schuhe auszuziehen. Bei der Aufführung von The Red Shoes, die trotz ihres Todes stattfindet und von einem erschüttert wirkenden Lermontov angekündigt wird, deutet ein Scheinwerfer auf den leeren Platz, den sie besetzen sollte.

## Produktionsgeschichte
Die Anfänge des Filmprojekts können bis etwa 1934 zum Produzenten Alexander Korda zurückverfolgt werden, der seine spätere Frau Merle Oberon in einem Ballettfilm spielen lassen wollte. Emeric Pressburger arbeitete mit an dem Drehbuch, das vom wechselhaften Leben der Ballettlegende Vaslav Nijinsky handeln sollte. Unter dem Regisseur Ludwig Berger entstanden einige Testaufnahmen mit Balletttänzern, doch das Projekt kam nicht wirklich voran und mit Beginn des Zweiten Weltkrieges galt es als nicht mehr zeitgemäß. Nach Ende des Weltkrieges suchte Pressburger gemeinsam mit Michael Powell, mit dem er in der Zwischenzeit ein Regieduo gebildet hatte, einen Filmstoff, der der Bevölkerung in der unmittelbaren Nachkriegszeit etwas Eskapismus bieten sollte. So kauften Powell und Pressburger das von Korda zur Seite gelegte Drehbuch, überarbeiteten es und produzierten es selbst.
Die bei den Dreharbeiten 21-jährige Hauptdarstellerin Moira Shearer hatte zuvor nie als Schauspielerin, sondern nur als Balletttänzerin gearbeitet – es war ihr Filmdebüt. Sie galt zu diesem Zeitpunkt als großes, aber noch weitgehend unbekanntes Talent am Sadler’s Wells in London. Michael Powell wollte sie unbedingt für die Hauptrolle gewinnen und ging davon aus, dass sie sofort begeistert zusagen würde. Shearer wollte allerdings als Balletttänzerin, nicht als Schauspielerin berühmt werden und sah das Filmprojekt daher als Umweg für ihre Karriere. Erst auf Drängen ihrer Ballettdirektorin Ninette de Valois und deren Versprechen, dass sie sofort nach Drehschluss zum Sadler’s Wells zurückkehren könne, nahm sie die Rolle an. Da sie später von der breiten Bevölkerung fast nur mit ihrer Rolle in Die roten Schuhe assoziiert wurde, blieben ihre Gefühle für den Film auch in den nächsten Jahrzehnten ambivalent. Trotzdem spielte sie später noch mit Hoffmanns Erzählungen und Augen der Angst in zwei weiteren Filmen Michael Powells.

## Synchronisation
Die deutsche Synchronfassung entstand 1948 im Eagle-Lion Synchron Atelier in Hamburg nach Synchronregie und Synchronbuch von C. W. Burg.
| Rolle                      | Schauspieler      | Dt. Synchronstimme     |
| -------------------------- | ----------------- | ---------------------- |
| Victoria „Vicki“ Page      | Moira Shearer     | Gisela Hoeter          |
| Boris Lermontov            | Adolf Wohlbrück   | Ernst Fritz Fürbringer |
| Julian Craster             | Marius Goring     | Otto Arneth            |
| Grischa Ljubov             | Léonide Massine   | Axel Schacht           |
| Ivan Boleslawsky           | Robert Helpmann   | Harald Wolff           |
| Irina Boronskaja           | Ludmilla Tchérina | Til Klokow             |
| Sergei Ratov               | Albert Bassermann | Heinz Burkhardt        |
| Livingston "Livy" Montague | Esmond Knight     | Curt Ackermann         |
| Professor Palmer           | Austin Trevor     | Harald Mannl           |
| Lady Neston, Vickis Tante  | Irene Browne      | Eva Eras               |

## Kritiken
„Der Film lebt weniger von seiner ziemlich banalen Story als vielmehr von seinen ‚Show‘-Elementen: der Musik Brian Easdales, von Thomas Beecham vorzüglich interpretiert, der farbenprächtigen Ausstattung Hein Heckroths und vor allem der Choreographie Robert Helpmanns.“

„Ein Meisterwerk des Ballettfilms, das alle filmischen Gestaltungsmöglichkeiten – vorab Kamera, Montage, Farben – bestens ausschöpft.“

„Die Stärke dieses Films, der eine Geschichte aus dem Milieu der Ballettkünstler erzählt, liegt nicht im Vordergrund des Geschehens, sie beruht in dem überwältigend gebotenen Farbenrausch und in der Transparenz des mit rein visuellen Mitteln dargebotenen Kunstgenusses. Höhepunkt dieses in Kameraarbeit, Schnitt-Technik und Musik ausgezeichneten Films ist die Aufführung des Balletts Die roten Schuhe.“

„The Red Shoes, released in 1948, is perhaps the definitive ballet movie.“

„Andersens Thema macht den Inhalt des Films überhaupt aus, sozusagen allegorisch. Es ist aus der Zeitlosigkeit ins Zeitgenössische, aus dem Märchenzauber ins Psychologische variiert worden.“

## Rezeption in der Kunst
In Anlehnung an den Film entstand ein gleichnamiges Musical von Jule Styne, das am Gershwin Theatre am New Yorker Broadway am 16. Dezember 1993 uraufgeführt wurde. Damals spielte Steve Barton die Hauptrolle des Ballettimpresario Boris Lermontov. Margaret Illmann war in der Rolle der Victoria Page der Tanzstar dieses Stücks. Für die Choreographie der Tanzsequenzen in der Show wurde Lar Lubovitch mit dem Astaire Award des Theater Development Fund ausgezeichnet. Das Musical wurde, nach 51 Voraufführungen, insgesamt nur fünfmal gespielt und danach abgesetzt.
Ebenfalls 1993 veröffentlichte Kate Bush ihr durch den Film angeregtes Album The Red Shoes mit einem gleichnamigen Titelsong.

## Auszeichnungen
- Oscarverleihung 1949
  - Bestes Szenenbild (Hein Heckroth)
  - Beste Filmmusik in der Kategorie Drama/Komödie (Brian Easdale)
  - Nominierung: Bester Film (Michael Powell und Emeric Pressburger)
  - Nominierung: Bester Schnitt (Reginald Mills)
  - Nominierung: Beste Originalgeschichte  (Emeric Pressburger)[12]

Das British Film Institute wählte Die roten Schuhe im Jahre 1999 auf Platz 9 der besten britischen Filme aller Zeiten.